# Синдет

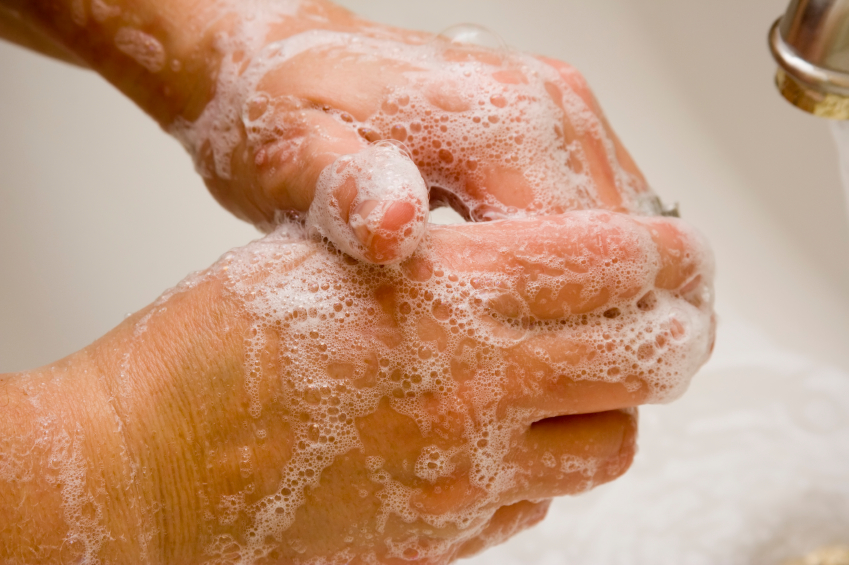

Синдет (от англ. sindet), синтетический детергент (от англ. sinthetic detergent) — синтетическое моющее средство с мягкими ПАВ и физиологическим уровнем pH, нейтральное моющее средство, мягкое моющее средство.
Синдеты сохраняют физиологический pH кожи, позволяют избежать её пересушивания и откладывает видимое старение (потускнение) кожи.

## Описание
Синдет (синтетический детергент) представляет собой синтетическую разновидность мыла, в его составе есть синтетические ПАВ. В отличие от натурального мыла раствор синдета в воде имеет pH 5,5 — такой же, как у кожи.
В составе синдетов присутствуют мягкие синтетические детергенты, свободные жирные кислоты и сложные эфиры.
Синдеты являются бесщелочными (нейтральными) моющими средствами. Они не изменяют pH кожи, сохраняя её иммунитет. Этим они похожи на мицеллярные растворы и этим отличаются от щелочного мыла, даже «детского», такие мыла сдвигают pH кожи в щелочную сторону.
В норме рН на поверхности кожи 5,5–5,6. Обычное (щелочное) мыло сдвигает pH в щелочную сторону, что способствует сухости кожи и является комфортной средой для некоторых видов патогенной флоры, что способствует воспалению. Очищающее средство на основе синдета сохраняет pH кожи и предупреждает негативные эффекты умывания щелочным мылом, при этом по тактильным ощущениям такие средства наиболее близки к обычному мылу.